# آن ليتل
آن ليتل (بالإنجليزية: Ann Little)‏ هي ممثلة أمريكية، ولدت في 7 فبراير 1891 بموونت شاستا في الولايات المتحدة، وتوفيت في 21 مايو 1984 بلوس أنجلوس في الولايات المتحدة.

## وصلات خارجية
- آن ليتل على موقع IMDb (الإنجليزية)
- آن ليتل على موقع أول موفي (الإنجليزية)
- آن ليتل على موقع قاعدة بيانات الأفلام السويدية (السويدية)
- آن ليتل على موقع قاعدة بيانات الفيلم (الإنجليزية)